# Ali (filme)
Ali é um filme estadunidense de 2001, do gênero drama biográfico, dirigido por Michael Mann.
O roteiro original do filme, escrito por Stephen J. Rivele e Christopher Wilkinson, tinha mais de 200 páginas e contava a vida do lutador de boxe Muhammad Ali da infância até o ano 2000. Porém, ele foi bastante revisado e enxugado por Michael Mann e Eric Roth, que elaboraram a versão utilizada em definitivo.

## Elenco
- Will Smith .... Cassius Clay / Cassius X / Muhammad Ali
- Jamie Foxx .... Drew 'Bundini' Brown
- Jon Voight .... Howard Cosell
- Mario Van Peebles .... Malcolm X
- Ron Silver .... Angelo Dundee
- Jeffrey Wright .... Howard Bingham
- Mykelti Williamson .... Don King
- Jada Pinkett Smith .... Sonji
- Nona Gaye .... Belinda Ali
- Michael Michele .... Veronica Porche
- Joe Morton .... Chauncey Eskridge
- Paul Rodriguez .... Dr. Ferdie Pacheco

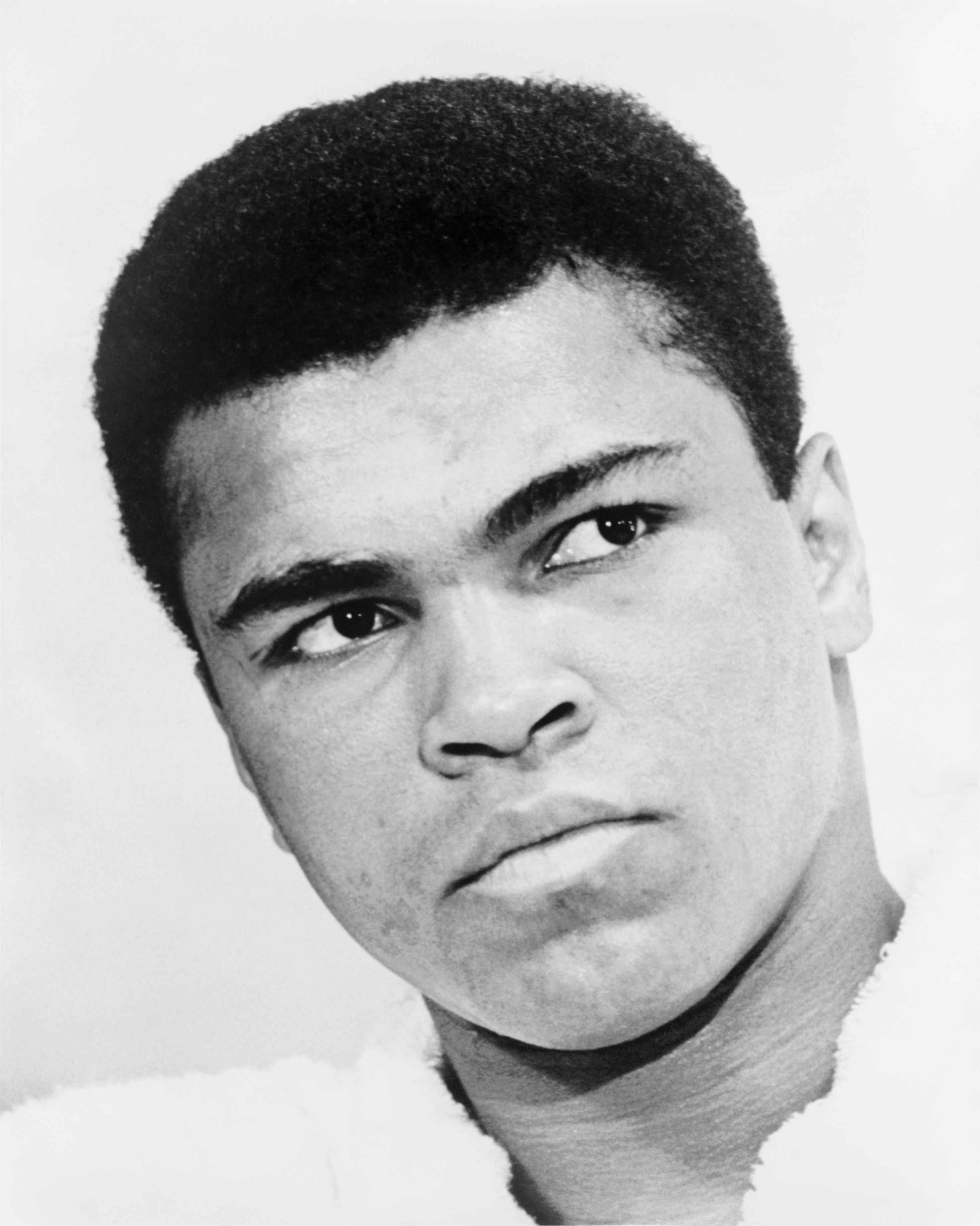
Muhammad Ali em 1967

## Principais prêmios e indicações
Oscar 2002 (EUA)
- Indicado nas categorias de melhor ator (Will Smith) e melhor ator coadjuvante (Jon Voight).

Globo de Ouro 2002 (EUA)
- Indicado nas categorias de melhor ator - drama (Will Smith), melhor ator coadjuvante (Jon Voight) e melhor trilha sonora.

MTV Movie Awards 2002 (EUA)
- Venceu na categoria de melhor ator (Will Smith).